# Changos de Naranjito 2022
Questa voce raccoglie le informazioni riguardanti i Changos de Naranjito nelle competizioni ufficiali della stagione 2022.

## Stagione
I Changos de Naranjito partecipano al loro sessantaduesimo campionato di Liga de Voleibol Superior Masculino: si classificano al primo posto in regular season, accedendo così ai play-off scudetto, dove raggiungono le finali, venendo sconfitti dai Mets de Guaynabo.

## Organigramma societario
Area direttiva
- Presidente: Alexis Aponte

Area tecnica
- Primo allenatore: Jamille Torres

## Rosa
| N° | Nome              | Ruolo | Data di nascita  | Nazionalità sportiva |
| -- | ----------------- | ----- | ---------------- | -------------------- |
| 1  | José Mulero       | L     | 25 ottobre 1991  | Porto Rico           |
| 3  | Julio Mercedes    | C     | 19 aprile 1997   | Porto Rico           |
| 4  | Jorge López       | S     | 6 febbraio 1992  | Porto Rico           |
| 5  | Luis Vega         | S     | 19 giugno 1994   | Porto Rico           |
| 6  | Luis Candelario   | C     | 11 novembre 1988 | Porto Rico           |
| 7  | Enrique Escalante | C     | 6 agosto 1984    | Porto Rico           |
| 8  | Ángel Rivera      | C     | 12 maggio 1992   | Porto Rico           |
| 9  | Juan Vázquez      | O     | 23 gennaio 1991  | Porto Rico           |
| 10 | Pedro Cabrera     | L     | 15 gennaio 1990  | Porto Rico           |
| 11 | Juan Miguel Ruiz  | P     | 24 aprile 1981   | Porto Rico           |
| 13 | Eduardo Hernández | S     | 22 ottobre 1990  | Porto Rico           |
| 15 | Amaury Miranda    | P     | 19 giugno 1996   | Porto Rico           |
| 16 | Jackson Rivera    | S     | 19 agosto 1987   | Porto Rico           |
| 17 | Jonathan Martínez | S     | 27 ottobre 1993  | Porto Rico           |
| 18 | Héctor Santiago   | O     | -                | Porto Rico           |

## Mercato
| Acquisti | Acquisti          | Acquisti           | Acquisti   |
| R.       | Nome              | da                 | Modalità   |
| -------- | ----------------- | ------------------ | ---------- |
| L        | José Mulero       | Texas Tyrants      | definitivo |
| C        | Julio Mercedes    | -                  | definitivo |
| S        | Luis Vega         | Al-Kamil & Al-Wafi | definitivo |
| C        | Enrique Escalante | Mets de Guaynabo   | definitivo |
| C        | Ángel Rivera      | Dallas Tornadoes   | definitivo |
| S        | Eduardo Hernández | LA Blaze           | definitivo |
| P        | Amaury Miranda    | Colorado Kraken    | definitivo |
| L        | Pedro Cabrera     | -                  | definitivo |

| Cessioni | Cessioni        | Cessioni           | Cessioni   |
| R.       | Nome            | a                  | Modalità   |
| -------- | --------------- | ------------------ | ---------- |
| L        | José Mulero     | Texas Tyrants      | definitivo |
| S        | Luis Vega       | Al-Kamil & Al-Wafi | definitivo |
| C        | Ángel Rivera    | Dallas Tornadoes   | definitivo |
| C        | Edwin Ortiz     | -                  | ritirato   |
| C        | Edwin Aquino    | -                  | ritirato   |
| P        | Amaury Miranda  | Colorado Kraken    | definitivo |
| L        | Rubén Martínez  | -                  | ritirato   |
| O        | Héctor Santiago | -                  | svincolato |

## Risultati

### LVSM

#### Regular season
| 1ª giornata - 15 settembre 2022 Coliseo Gelito Ortega, Naranjito         | Changos de Naranjito     | 2 - 3 | Gigantes de Carolina     | 25-21, 22-25, 21-25, 25-17, 13-15 |
| 2ª giornata - 28 settembre 2022 Coliseo Mario Morales, Guaynabo          | Mets de Guaynabo         | 3 - 2 | Changos de Naranjito     | 25-20, 28-26, 20-25, 21-25, 25-13 |
| 3ª giornata - 30 settembre 2022 Coliseo Gelito Ortega, Naranjito         | Changos de Naranjito     | 0 - 3 | Gigantes de Carolina     | 23-25, 20-25, 22-25               |
| 4ª giornata - 2 ottobre 2022 Coliseo Gelito Ortega, Naranjito            | Changos de Naranjito     | 3 - 1 | Cafeteros de Yauco       | 25-21, 31-29, 12-25, 25-18        |
| 5ª giornata - 3 ottobre 2022 Coliseo Gelito Ortega, Naranjito            | Changos de Naranjito     | 3 - 2 | Mets de Guaynabo         | 25-20, 25-19, 25-22               |
| 6ª giornata - 7 ottobre 2022 Coliseo Raúl "Pipote" Oliveras, Yauco       | Indios de Mayagüez       | 0 - 3 | Changos de Naranjito     | 23-25, 22-25, 15-25               |
| 7ª giornata - 9 ottobre 2022 Coliseo Guillermo Angulo, Carolina          | Gigantes de Carolina     | 1 - 3 | Changos de Naranjito     | 18-25, 14-25, 25-22, 21-25        |
| 8ª giornata - 12 ottobre 2022 Coliseo Mario Morales, Guaynabo            | Mets de Guaynabo         | 0 - 3 | Changos de Naranjito     | 22-25, 24-26, 18-25               |
| 9ª giornata - 16 ottobre 2022 Coliseo Gelito Ortega, Naranjito           | Changos de Naranjito     | 3 - 0 | Plataneros de Corozal    | 25-21, 25-19, 25-17               |
| 10ª giornata - 19 ottobre 2022 Coliseo Luis Aymat Cardona, San Sebastián | Caribes de San Sebastián | 2 - 3 | Changos de Naranjito     | 25-19, 25-23, 21-25, 22-25, 11-15 |
| 11ª giornata - 22 ottobre 2022 Coliseo Gelito Ortega, Naranjito          | Changos de Naranjito     | 1 - 3 | Caribes de San Sebastián | 25-19, 16-25, 21-25, 21-25        |
| 12ª giornata - 23 ottobre 2022 Coliseo Raúl "Pipote" Oliveras, Yauco     | Indios de Mayagüez       | 0 - 3 | Changos de Naranjito     | 24-26, 22-25, 15-25               |
| 13ª giornata - 26 ottobre 2022 Coliseo Carmen Zoraida Figueroa, Corozal  | Plataneros de Corozal    | 1 - 3 | Changos de Naranjito     | 17-25, 25-20, 20-25, 17-25        |
| 14ª giornata - 30 ottobre 2022 Coliseo Raúl "Pipote" Oliveras, Yauco     | Cafeteros de Yauco       | 2 - 3 | Changos de Naranjito     | 25-18, 16-25, 19-25, 25-22, 12-15 |
| 15ª giornata - 5 novembre 2022 Coliseo Gelito Ortega, Naranjito          | Changos de Naranjito     | 3 - 2 | Plataneros de Corozal    | 25-19, 20-25, 19-25, 25-14, 15-13 |
| 16ª giornata - 8 novembre 2022 Coliseo Gelito Ortega, Naranjito          | Changos de Naranjito     | 3 - 1 | Indios de Mayagüez       | 25-21, 19-25, 27-25, 25-16        |
| 17ª giornata - 11 novembre 2022 Coliseo Raúl "Pipote" Oliveras, Yauco    | Cafeteros de Yauco       | 3 - 1 | Changos de Naranjito     | 27-25, 25-21, 23-25, 25-20        |
| 18ª giornata - 13 novembre 2022 Coliseo Gelito Ortega, Naranjito         | Changos de Naranjito     | 3 - 2 | Caribes de San Sebastián | 25-18, 25-18, 21-25, 25-27, 15-7  |

#### Play-off
| Quarti di finale (gara 1) - 17 novembre 2022 Coliseo Gelito Ortega, Naranjito          | Changos de Naranjito     | 3 - 0 | Caribes de San Sebastián | 25-23, 25-17, 25-22               |
| Quarti di finale (gara 3) - 21 novembre 2022 Coliseo Gelito Ortega, Naranjito          | Changos de Naranjito     | 3 - 1 | Plataneros de Corozal    | 19-25, 25-16, 25-21, 25-23        |
| Quarti di finale (gara 5) - 26 novembre 2022 Coliseo Luis Aymat Cardona, San Sebastián | Caribes de San Sebastián | 0 - 3 | Changos de Naranjito     | 22-25, 18-25, 22-25               |
| Quarti di finale (gara 6) - 28 novembre 2022 Coliseo Carmen Zoraida Figueroa, Corozal  | Plataneros de Corozal    | 3 - 2 | Changos de Naranjito     | 19-25, 17-25, 25-17, 25-20, 15-12 |
| Semifinali (gara 1) - 2 dicembre 2022 Coliseo Gelito Ortega, Naranjito                 | Changos de Naranjito     | 3 - 2 | Cafeteros de Yauco       | 27-29, 25-23, 21-25, 25-21, 15-12 |
| Semifinali (gara 2) - 5 dicembre 2022 Coliseo Raúl "Pipote" Oliveras, Yauco            | Cafeteros de Yauco       | 3 - 1 | Changos de Naranjito     | 21-25, 27-25, 25-21, 26-24        |
| Semifinali (gara 3) - 7 dicembre 2022 Coliseo Gelito Ortega, Naranjito                 | Changos de Naranjito     | 3 - 0 | Cafeteros de Yauco       | 25-15, 25-18, 25-20               |
| Semifinali (gara 4) - 9 dicembre 2022 Coliseo Raúl "Pipote" Oliveras, Yauco            | Cafeteros de Yauco       | 0 - 3 | Changos de Naranjito     | 13-25, 17-25, 18-25               |
| Semifinali (gara 5) - 11 dicembre 2022 Coliseo Gelito Ortega, Naranjito                | Changos de Naranjito     | 3 - 1 | Cafeteros de Yauco       | 25-15, 25-22, 22-25, 25-22        |
| Finale (gara 1) - 14 dicembre 2022 Coliseo Gelito Ortega, Naranjito                    | Changos de Naranjito     | 3 - 2 | Mets de Guaynabo         | 25-23, 21-25, 25-22, 21-25, 15-11 |
| Finale (gara 2) - 16 dicembre 2022 Coliseo Mario Morales, Guaynabo                     | Mets de Guaynabo         | 3 - 0 | Changos de Naranjito     | 25-19, 25-18, 25-20               |
| Finale (gara 3) - 17 dicembre 2022 Coliseo Gelito Ortega, Naranjito                    | Changos de Naranjito     | 0 - 3 | Mets de Guaynabo         | 21-25, 17-25, 22-25               |
| Finale (gara 4) - 19 dicembre 2022 Coliseo Mario Morales, Guaynabo                     | Mets de Guaynabo         | 3 - 1 | Changos de Naranjito     | 25-22, 25-21, 23-25, 25-23        |
| Finale (gara 5) - 21 dicembre 2022 Coliseo Gelito Ortega, Naranjito                    | Changos de Naranjito     | 0 - 3 | Mets de Guaynabo         | 17-25, 19-25, 19-25               |

## Statistiche

### Statistiche di squadra
| Competizione | Punti | In casa | In casa | In casa | In trasferta | In trasferta | In trasferta | Totale | Totale | Totale |
| Competizione | Punti | G       | V       | P       | G            | V            | P            | G      | V      | P      |
| ------------ | ----- | ------- | ------- | ------- | ------------ | ------------ | ------------ | ------ | ------ | ------ |
| LVSM         | 39    | 17      | 12      | 5       | 15           | 9            | 6            | 32     | 21     | 11     |
| Totale       | -     | 17      | 12      | 5       | 15           | 9            | 6            | 32     | 21     | 11     |

G = partite giocate; V = partite vinte; P = partite perse

### Statistiche dei giocatori
Dati non disponibili.